# Партита (Пендерецкий)
Партита для клавесина, электрогитары, бас-гитары, арфы, контрабаса и камерного оркестра — сочинение Кшиштофа Пендерецкого.

## История
Произведение было написано в 1971 году по заказу музыкальной школы Истман в Рочестере, штат Нью-Йорк, к 50-летию образовательного учреждения. Премьера состоялась 7 февраля 1972 года в Рочестере под управлением Уолтера Хендла, партия клавесина - Фелиция Блюменталь.
В 1991 году была написана вторая редакция сочинения, премьера которой состоялась 5 января 1992 года в Мюнхене под управлением автора, партия клавесина - Элизабет Хойнацка.

## Структура
Произведение одночастное, однако, может быть теоретически поделено на две части по обозначениям темпов — Allegro ma non troppo и Allegro molto.
Во второй редакции были добавлены три виртуозные каденции для партии солирующего клавесина.